# Imma protocrossa
Imma protocrossa is een vlinder uit de familie van de Immidae. De wetenschappelijke naam van de soort is voor het eerst geldig gepubliceerd in 1909 door Edward Meyrick.